# Список втрачених природоохоронних територій Тернопільської області
За період від 2000 року в Тернопільській області скасовано 22 об'єкти природно-заповідного фонду.

## Заказники
| №                             | Назва території або об'єкта | Площа, га | Рішення про створення (зміну)                                            | Розташування | Рішення про скасування                                           | Причина скасування |
| ----------------------------- | --------------------------- | --------- | ------------------------------------------------------------------------ | --- | ---------------------------------------------------------------- | --- |
| Втрачені ботанічні заказники  |                             |           |                                                                          | |                                                                  | |
| 1.                            | Гостра могила № 1           | 15,0      | Рішення Тернопільської обласної ради від 18 березня 1994                 | В околицях с. Остап'є Підволочиського району                                                                      | Рішення Тернопільської обласної ради № 358 від 25 січня 2005     | Територія заказника увійшла в природний заповідник «Медобори» |
| 2.                            | Гостра могила № 2           | 7,0       | Рішення Тернопільської обласної ради від 18 березня 1994                 | В околицях с. Городниці Підволочиського району                                                                    | Рішення Тернопільської обласної ради № 358 від 25 січня 2005     | Територія заказника увійшла в природний заповідник «Медобори» |
| 3.                            | Мужилівський                | 8,5       | Рішення виконкому Тернопільської обласної ради № 496 від 26 грудня 1984  | Поблизу с. Мужилова Підгаєцького району Тернопільської області                                                    | Рішення Тернопільської обласної ради № 187 від 21 серпня 2000    | Випадання степової рослинності (гадючник шестипелюстковий) у зв'язку із зімкненням крон культури ялини звичайної, оскільки вона є молодим насадженням віком 35 років |
| 4.                            | Ришківці                    | 6,5       | Рішення виконкому Тернопільської обласної ради № 131 від 14 березня 1977 | Поблизу с. Снігурівки Лановецького району                                                                         | Рішення Тернопільської обласної ради № 187 від 21 серпня 2000    | Випадання степової рослинності у зв'язку із зімкненням крон культури сосни звичайної                                                                                 |
| 5.                            | Цеценівський                | 58        | Рішення виконкому Тернопільської обласної ради № 360 від 22 липня 1977   | На території лісового урочища «Цеценівка» біля с. Цеценівки Шумського району, у кварталі 47 Забарського лісництва | Рішення Тернопільської обласної ради № 206 від 18 листопада 2003 | Втрата ділянкою цінності через замикання крон та випадіння з підліску барвінку малого                                                                                |
| Втрачені зоологічні заказники |                             |           |                                                                          | |                                                                  | |
| 1.                            | Боричівський                | 14,2      | Рішення Тернопільської обласної ради від 25 квітня 1996                  | В околицях с. Боричівки Теребовлянського району                                                                   | Рішенням Тернопільської обласної ради № 358 від 25 січня 2005    | Ставок штучно створений |
| 2.                            | Іванівський                 | 17,7      | Рішення Тернопільської обласної ради від 25 квітня 1996                  | На ставі в околицях с. Іванівки Теребовлянського району                                                           | Рішенням Тернопільської обласної ради № 358 від 25 січня 2005    | Ставок штучно створений |
| 3.                            | Ласковецько-Вербовецький    | 27,8      | Рішення Тернопільської обласної ради 18 березня 1994                     | Біля сіл Ласківців і Вербівців (став) Теребовлянського району                                                     | Рішення Тернопільської обласної ради № 206 від 18 листопада 2003 | Відсутність природної цінності |

## Пам'ятки природи
| №                                                                                                  | Назва території або об'єкта    | Площа, га   | Рішення про створення (зміну)                                            | Розташування | Рішення про скасування                                                | Причина скасування |
| -------------------------------------------------------------------------------------------------- | ------------------------------ | ----------- | ------------------------------------------------------------------------ | --- | --------------------------------------------------------------------- | --- |
| Втрачені гідрологічні пам'ятки природи                                                             |                                |             |                                                                          | |                                                                       | |
| 1.                                                                                                 | Білозірська заплава            | 4           | Рішення Облвиконкому № 496 від 26.12.1984 року                           | с. Білозірка, Лановецький район                                                                                              | Рішення Тернопільської обласної ради № 187 від 21.08.2000 року        | Входження у склад заказника «Білозірська заплава річки Збруч» |
| 2.                                                                                                 | Джерело в сліпому яру          | 0.01        | Рішення Облвиконкому №131 від 13.12.1971 року                            | с. Крутилів (лісове урочище «Краснянська дача»                                                                               | Рішення Тернопільської обласної ради № 206 від 18.11.2003             | Включення у природний заповідник «Медобори» |
| 3.                                                                                                 | Підволочиські джерела          | 8           | Рішення Тернопільської обласної ради від 18.03.1994 року                 | смт Підволочиськ, на західній околиці, біля залізниці в долині р. Стрімчак (Підволочиський район).                           | Рішення Тернопільської обласної ради №187 від 21.08.2000 року         | Входження у склад Підволочиського орнітологічного заказника |
| На межі зникнення перебуває Тернопільське джерело, яке вже два роки поспіль (від 2016) — без води. |                                |             |                                                                          | |                                                                       | |
| Втрачені ботанічні пам'ятки природи                                                                |                                |             |                                                                          | |                                                                       | |
| 1.                                                                                                 | Бучина в урочищі Братерщина    | 2           | Рішення Облвиконкому № 131 від 14.03.1977 року                           | с. Борщівка (Лановецьке лісництво, кв.22, в.7, Лановецький район).                                                           | Рішення Тернопільської обласної ради №187 від 21.08.2000 р.           | Втрата цінності з віком |
| 2.                                                                                                 | Гарбузівська дубина            | 2           | Рішення Тернопільської обласної ради 18 березня 1994 року                | На території лісового урочища «Гарбузів» у кварталі 20 виділі 8 Залозецького лісництва ДП «Тернопільліс».                    | Рішення Тернопільської обласної ради № 206 від 18 листопада 2003 року | Втрата ділянкою лісівничої цінності (на момент скасування вік становив 77 років). |
| 3.                                                                                                 | Глібінська тополя              | 0,03        | Рішення Облвиконкому № 537 від 23.10.1972 року                           | На північній околиці с.Глібів (Гусятинський район).                                                                          | Рішення Тернопільської обласної ради № 206 від 18.11.2003 р.          | Знесення дерева і втрати ним цінності з віком. Фактично, спершу дерево було знесене, а потім скасовано його природоохоронний статус |
| 4.                                                                                                 | Дуб надзбручанський            | 0,05        | Рішення Облвиконкому №554 від 21.12.1974 року                            | Лісове урочище «Лучанський ліс» біля с. Кокошинці (кв.52, вид 6 Вікнянського лісництва ДП «Тернопільліс», Гусятинський район | Рішення Тернопільської обласної ради № 206 від 18.11.2003 року        | Включення об’єкту до складу природного заповідника «Медобори» |
| 5.                                                                                                 | Дуб Устецький (300-річний дуб) | 0,02        | Рішення Тернопільського ОВК № 645 від 13.12.1971 року                    | с. Устечко (Дорогичівське лісництво, Бучацький держлісгосп, кв.69 вид 12., Заліщицький район                                 | Рішення Тернопільської обласної ради № 358 від 25.01.2005 року        | Руйнування дерева природними процесами 1998 року. Скасовано на основі акту Державного управління екологічної безпеки у Тернопільській області від 10.09.2000 року за підписами держінспектора С. В. Кондратюка та керівника лісгоспу Й.Фреяка |
| 6.                                                                                                 | Каштан восьмитичинковий        | 0,01        | Рішення Облвиконкому № 131 від 14.03.1977 року                           | м.Кременець по вул. Ліцейній                                                                                                 | Рішення Тернопільської обласної ради № 187 від 21.08.2000 р.          | Каштан був віком понад 60 років, мав висоту 8 метрів і діаметр стовбура 38 сантиметрів. Причина скасування: дерево впало при вітровалі. |
| 7.                                                                                                 | Кременецькі катальпи           | 0,01 і 0,03 | Рішення виконкому Тернопільської обласної ради від 21 грудня 1974 № 554. | м. Кременець по вул. Тараса Шевченка                                                                                         | Рішення Тернопільської обласної ради від 17.06.2004 р.                | Втрата естетичної цінності та біологічної стійкості |
| 8.                                                                                                 | Куропатницька бучина           | 9,6         | Рішення Облвиконкому № 496 від 26.08.1983 року                           | с.Куропатники (Конюхівське лісництво, кВ.50, вид 3, Бережанський район                                                       | Рішення Тернопільської обласної ради №187 від 21.08.2000 р.           | Склад насаджень - бук із домішкою грабу (10 Бк + Гб) віком понад 100 років. Скасування статусу відбулось по причині втрати ним цінності з віком. |
| 9.                                                                                                 | Урожайнівська тополя           | 0,03        | Рішення Облвиконкому № 554 від 21.12.1974 року                           | с.Урожайне Борщівський район.                                                                                                | Рішення Тернопільської обласної ради № 98 від 30.01.2003 р.           | Втрата цінності з віком. |
| 10.                                                                                                | Урочище Чарівщина              | 60          |                                                                          | Гніздичненська сільська рада Збаразький район                                                                                | Рішення Тернопільської обласної ради № 519 від 23.12.2005 р.          | Скасування відбулось по причині невиконання заказником покладених на нього функцій відтворення популяцій барвінку малого, що не може бути достатньою причиною для ліквідації об'єкту ПЗФ. Ініціатором скасування стало Вишнівецьке лісництво, яке 12.06.2003 склало акт про те, що барвінок зростає на площі лише 2 га і це начебто має бути достатньою підставою для скасування заказника. |
| 11.                                                                                                | Хоростківська тополя           | 0,03        | Рішення Облвиконкому № 645 від 13.12.1971 року                           | м. Хоростків, на садибі Подільської дослідної станції Тернопільського інституту АПВ,Гусятинський район                       | Рішення Тернопільської обласної ради № 206 від 18.11.2003 року        | Скасування статусу відбулось по причині знесення дерева і втрати ним цінності з віком. Фактично спершу дерево було знесене, а потім скасовано його природоохоронний статус. |